# Gérald Kilota
Gérald Kilota (Saint-Denis, 2 januari 1994) is een Frans voetballer die sinds 2017 uitkomt voor RFC Seraing.
1 Galjé ·
2 Sylla ·
4 Tshibuabua ·
6 Cachbach ·
8 Kilota ·
9 Elisor ·
10 Marius ·
11 Abanda ·
12 Bernier ·
14 Guillaume ·
15 Lahssaini ·
16 Martin ·
18 Poaty ·
20 Ba ·
21 Sambu ·
23 Lepoint ·
30 Dietsch ·
34 Trémoulet ·
35 Conceição ·
40 Opare ·
52 Serwy ·
53 D'Onofrio ·
61 Silini ·
67 Renzulli ·
70 Solheid ·
Coach: Jeunechamps